# 庫務司
庫務司是英國屬地或英聯邦國家中主管財務政策的官員，包括：
 英屬香港
- 庫務司是1989至1997年間，香港政府布政司署財政科之首長（前稱副財政司），主權移交後職銜改為庫務局局長。
- 財政司於香港開埠至1937年間，職銜為庫務司（英語：Colonial Treasurer），主權移交後為財政司司長。

- 南澳州庫務司：南澳州政府主管財務政策的官員。